# Louis Vicat
Louis Joseph Vicat (Nevers, 31 de març de 1786 – Grenoble, 10 d'abril de 1861) va ser un enginyer francès inventor del ciment artificial. El seu cognom apareix inscrit a la Torre Eiffel

## Biografia
Entrà a l'École polytechnique el 1804 i continuà la formació a l'École des Ponts et Chaussées el 1806.
Estudià la calç natural i va descobrir-ne els seus principis hidràulics a la pedrera del pont de Souillac. Això va permetre la fabricació de la calç hidràulica artificial i del ciment natural a partir de 1817.
Va descobrir el clinker, element constitutiu del ciment lent, i que permet la fabricació artificial del ciment Portland (« l'or gris ») a partir de 1840. No en va fer la patent, la del ciment Portland fou registrada per l'anglès Joseph Aspdin el 1824. També va inventar l'agulla Vicat que permet determinar el temps que triga a prendre el ciment.
Louis Vicat va tenir un fill, Joseph Vicat, fundador de la Société Vicat el 1853.

## Distincions
- Comandant de la Legió d'Honor francesa

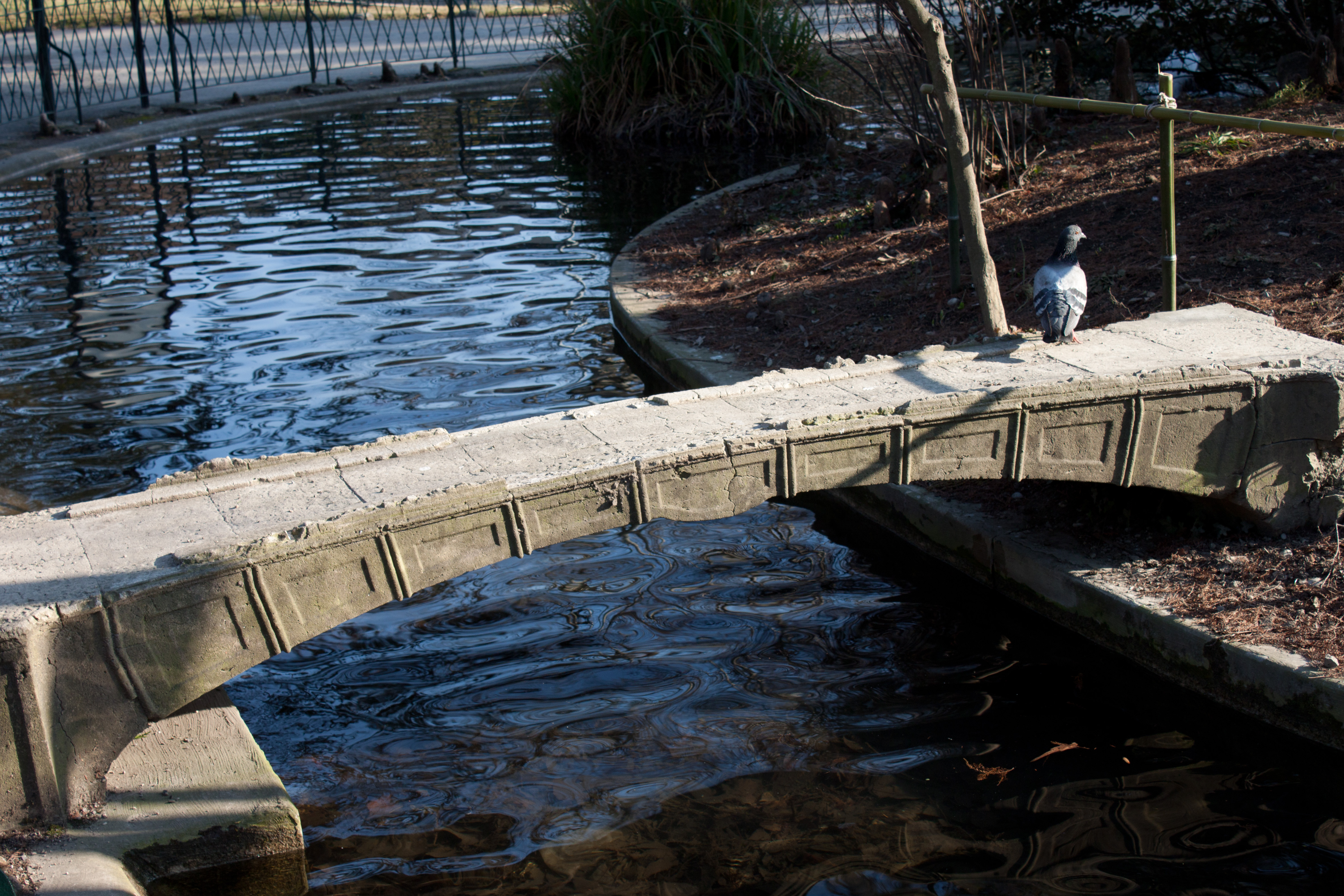
Pont del Jardin des plantes de Grenoble, primera obra en formigó colat, construïda el 1855 per Joseph i Louis Vicat.

- Cavaller de l'Orde dels sants Maurici i Llàtzer de Sardenya
- Cavaller de l'Àguila roja de Prússia
- Condecorat per l'Ordre de Sainte-Anne de Russie

Va ser esmentat per Honoré de Balzac dins l'obra Le Curé de village el 1841:
| « | Quelle sera la récompense de Vicat, celui d'entre nous qui a fait faire le seul progrès réel à la science pratique des constructions ? | » |

## Publicacions
- Recherches expérimentales sur les chaux de construction, les bétons et les mortiers ordinaires, 1818 [Consulta: 15 desembre 2014]. Arxivat 2014-12-25 a Wayback Machine.
- Recherches sur les propriétés diverses que peuvent acquérir les pierres à ciments et à chaux hydrauliques par l'effet d'une complête cuisson précédées d'observations sur les chaux anormales qui forment le passage des chaux éminemment hydraulique aux ciments, 1840
- Traité pratique et théorique de la composition des mortiers, ciments et gangues à pouzzolanes et de leurs emploi dans toutes sortes de travaux suivi des moyens d'en apprécier la durée dans les constructions à la mer, 1856